# Warrior Sports
Warrior Sports ist ein Sportartikelhersteller von Lacrosse und Eishockey-Equipment, darunter Schutzausrüstung wie Eishockey-Helme, Handschuhe, Schläger, Schienbeinschoner, Schulter- und Ellenbogenschoner, Torhüterausrüstung und Sporttextilien. Der Unternehmenssitz befindet sich in Warren (Michigan). Das Unternehmen wurde 1993 von Dave Morrow gegründet und ist seit 2004 eine Tochtergesellschaft von New Balance.

## Geschichte
Das Unternehmen wurde 1993 von Dave Morrow als Warrior Lacrosse gegründet. Am 1. Februar 2004 wurde es von New Balance übernommen. 2005 übernahm Warrior Sports das Unternehmen Innovative Hockey und ein Jahr später den 1922 gegründeten Sportartikelhersteller Brine. Beide Unternehmen wurden je in die Sparten Hockey und Lacrosse integriert. Für einige Jahre bot Warrior auch Artikel im Bereich Fußball an und war unter anderem Ausrüster des Liverpool FC, dieser Bereich wurde später an die Mutterfirma New Balance abgegeben, um deren Einstieg in diesem Segment zu unterstützen.

## Engagement
Warrior unterstützt verschiedene College Lacrosse-Teams der NCAA sowie Profiteams in der Major League Lacrosse und das Lacrosse-Nationalteam der kanadischen Männer. Des Weiteren werden viele Einzelspieler wie Mark Millon oder Greg Cattrano gesponsert. Warrior war der Hauptsponsor der Lacrosse-Weltmeisterschaft 2006 und der Lacrosse-Hallenweltmeisterschaft 2007 und ist Sponsor der Champions Hockey League. Außerdem werden der amerikanische Sportsender ESPN und die Männer-Meisterschaften der NCAA gesponsert.
Die Eishockeyspieler Alexei Wjatscheslawowitsch Kowaljow, Ilja Walerjewitsch Kowaltschuk, Max Pacioretty, Zdeno Chára, Alexander Steen und Mikkel Boedker verwenden oder verwendeten Ausrüstungen von Warrior.

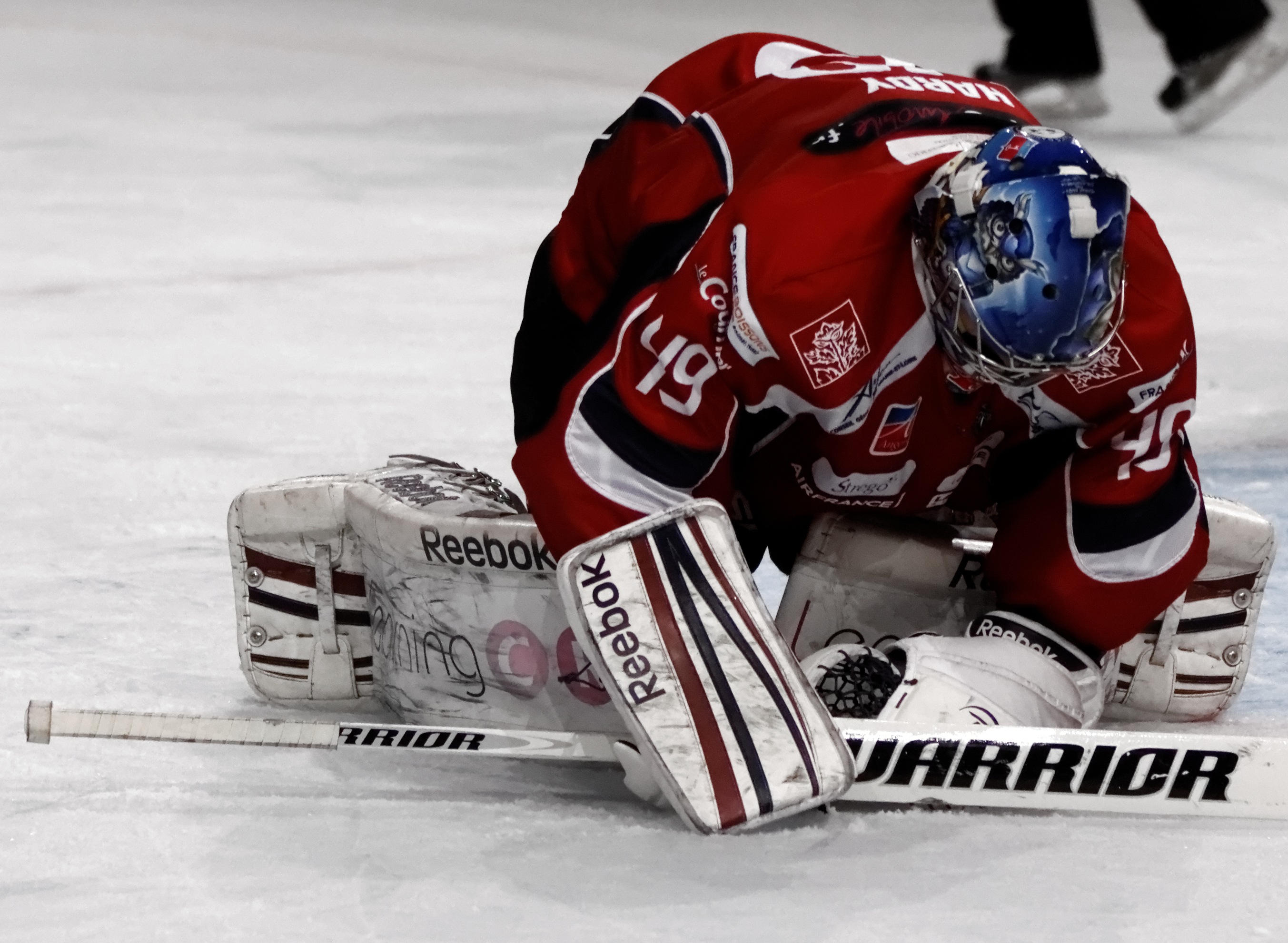
Torwart-Eishockeyschläger
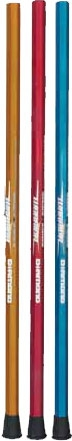
Schäfte für Lacrosse
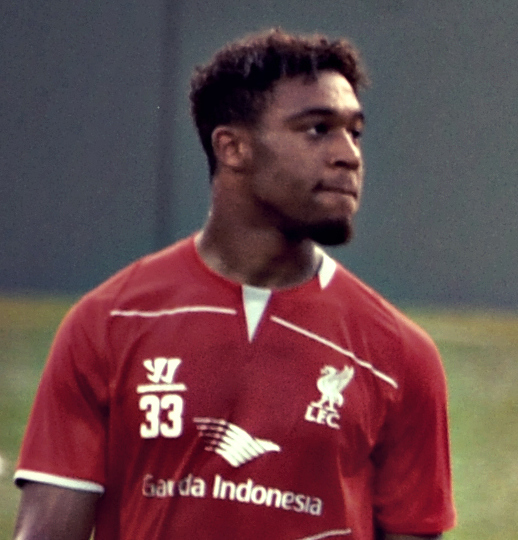
Trikot des Liverpool FC (2014)
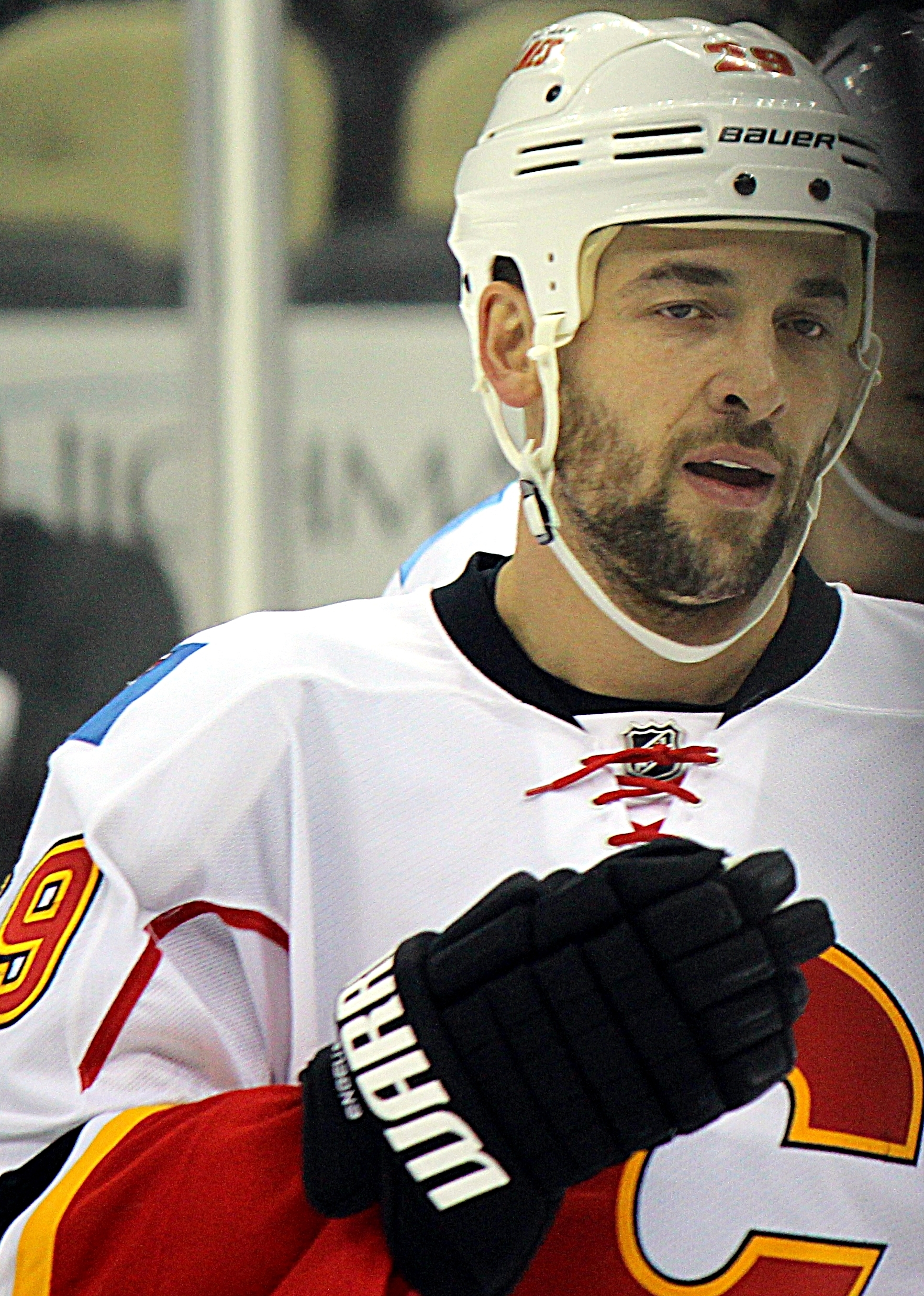
Deryk Engelland mit Warrior-Handschuhen
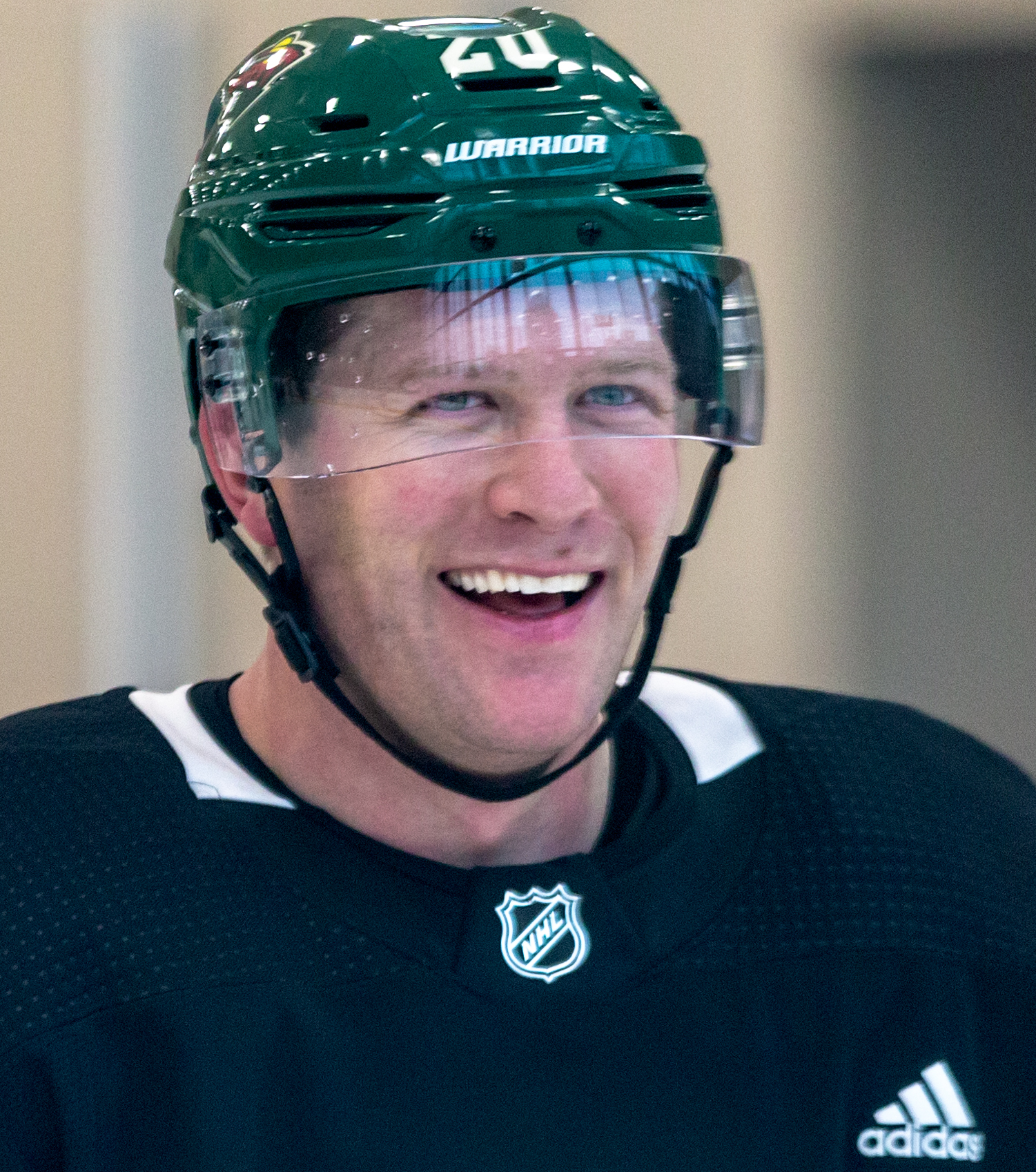
Ryan Suter mit Warrior-Helm